# Guillaume IV de Bourgogne
Pour les articles homonymes, voir Guillaume III et Guillaume IV.
Guillaume IV (également appelé Guillaume III de Mâcon) (1088 - 1157) fut comte de Mâcon (1102 - 1157), comte d'Auxonne (1127-1157), comte de Vienne (1148-1157) puis régent du comté de Bourgogne (1148-1157). Il est le fils d'Étienne Ier et de Béatrice de Lorraine. Il tenta de spolier sa nièce Béatrice de Bourgogne, fille de Renaud III de Bourgogne. L'empereur Frédéric Barberousse l'en empêcha et épousa cette dernière en 1156. 
On lui donne pour femme Ponce/Poncette/Pontia, fille de Thibaud de Traves, d'où :  
- Gérard Ier comte de Mâcon et de Vienne, seigneur de Traves, sire de Salins par son union avec Maurette, fille de Gaucher III de Salins : d'où la suite de ces seigneuries ;
- et son frère  Étienne Ier-II, comte d'Auxonne, père d'Étienne II-III, lui-même père de Jean de Chalon l'Antique, qui récupèrera Salins en 1237 par un échange avec le duc Hugues IV, et d'où viendra la suite des comtes de Bourgogne.